# Randia aristeguietae
Randia aristeguietae är en måreväxtart som beskrevs av Julian Alfred Steyermark. Randia aristeguietae ingår i släktet Randia och familjen måreväxter. Inga underarter finns listade i Catalogue of Life.